# Bruno Ebner
Bruno Ebner (11 de junio de 1977, Santiago de Chile) es un periodista hispanoamericano residente en Madrid de origen chileno. Es conocido mayormente por su programa de televisión “Motoviajeros” de Canal 13 (Chile), aunque también ha desarrollado su carrera como periodista político en el diario El Mercurio de Chile. Actualmente trabaja en otras actividades diferentes al periodismo, en España, aunque se desempeña de forma ocasional como periodista freelance para algunos medios de Chile.

## Biografía
Nacido en Santiago de Chile, se crió en Iquique, en el norte chileno. Su padre, Sergio, fue un conocido abogado en esta ciudad, aunque provenía de una familia de juristas de larga tradición en Talca, entre los que hubo ministros de Justicia y de la Corte Suprema, entre otros. Su madre, Loreto, también es abogada. Influenciado por sus padres, desde niño la primera opción de Bruno siempre fue el derecho, ingresando así a la Escuela de Derecho de la Universidad de Chile en 1995. Sin embargo, en 1997, decidió abandonar la carrera, al darse cuenta de que no era su verdadera vocación. 
De forma transitoria, y buscando un cambio drástico, al año siguiente comenzó a estudiar actuación teatral en la escuela Teatro Imagen, dirigida por el conocido director y dramaturgo Gustavo Meza. Esta decisión causó una gran desilusión a sus padres, que veían en Bruno una forma de continuar la tradición jurídica familiar. Sin embargo, optaron por apoyarlo; en especial su madre, quien le pagó sus estudios artísticos.
En 2000 obtuvo el papel de “Lucho” en la fallida teleserie de Canal 13, Corazón Pirata, dirigida por Óscar Rodríguez. El fracaso de esta producción gatilló el cierre temporal del área dramática del canal, por lo que su primer paso por la televisión fue fugaz. Bruno siguió participando en papeles menores en teleseries, series y programas, aunque se especializó como actor de doblaje realizando gran parte de sus interpretaciones de voz en la empresa DINT, Doblajes Internacionales, la más importante de Chile. Allí aportó su registro para programas de Discovery Channel, películas, animación japonesa y otros formatos.  
En el teatro actuó en diversas obras del circuito “under” chileno. Sin embargo, integró el elenco de “Jueves & Viernes”, escrita y dirigida por el actor y director Fernando Gallardo, junto a Aníbal Reyna, Carlos Embry y Claudio Valenzuela. Ésta sería la última obra de Gallardo, quien falleció de cáncer antes de su estreno, tomando el relevo de la dirección su hija Irina Gallardo, una actriz de performance alternativa conocida como “Irina la loca”. El montaje se estrenó en el Teatro Nacional Chileno y también tuvo varias funciones en el Teatro Ictus, del también fallecido actor Nissim Sharim.
Durante su época como actor, Bruno comprendió que su verdadera vocación era el periodismo, ya que  pensaba que esta carrera era un puente perfecto entre la intelectualidad y aridez del derecho con la creatividad y soltura del teatro. Así, en paralelo a su trabajo como actor, comenzó a estudiar Periodismo en la Universidad UNIACC, en Santiago. Allí se licenció como periodista siendo la segunda nota más alta de su clase, ganando el premio al espíritu periodístico de su generación. En su paso por la universidad, sus profesores y compañeros destacaron tanto los conocimientos como la creatividad y talento de Bruno al escribir, capacidades que se confirmaron después al ingresar a las prácticas del diario El Mercurio con una de las mejores puntuaciones de ese año. 
Pese a iniciar sus prácticas en Crónica, ésta fue breve, ya que su pasión por la política -inculcada por su padre desde muy niño- lo llevó a integrar rápidamente la sección de Política, de cara a la segunda vuelta de las elecciones presidenciales de Chile, a inicios de 2006, entre Michelle Bachelet y el fallecido expresidente Sebastián Piñera. A partir de ahí su carrera fue meteórica: primero como periodista de Política, después en Reportajes (Cuerpo D) y luego nuevamente en Política. En 2011 asume como subeditor coordinador de Política y posteriormente en Reportajes. Es en esta última etapa cuando intercala sus estadías entre Chile y Europa para grabar las temporadas de “Motoviajeros”.

## “Motoviajeros”, primeras temporadas[2]
El proyecto original parte a principios de 2006, en Santiago, cuando un grupo de profesionales aficionados a las motos, encabezados por los ingenieros Tomás Harrison y Tomás Karstegl, deciden tomarse un tiempo sabático para recorrer el mundo en motocicleta. Para ello tendrían que renunciar a sus trabajos, dejar incluso sus relaciones de pareja (ninguno en ese año estaba casado ni tenía hijos) y recurrir a sus ahorros para financiarse. En la búsqueda de otras fuentes para sostener el viaje, conciben la realización de un programa de televisión en el formato de docu-reality, registrando sus vivencias en la ruta, en primera persona. Para darle forma comunicacional al proyecto, de manera de hacerlo viable para venderlo, le piden orientación a Ebner, quien era conocido de Harrison y Karstegl. Comienzan a reunirse periódicamente para concretar la idea junto a otros futuros participantes, de hecho en el principio hubo alrededor de diez, pero la frecuencia de los encuentros y el interés comienzan a decrecer y el proyecto empieza a desinflarse. Sin embargo, a principios de 2008, el grupo decide materializar el asunto ese mismo año y vuelven a recurrir a Ebner.
Ya con la máquina a toda marcha, el periodista se involucra tanto en la idea que también decide renunciar a su trabajo en el diario El Mercurio e integrarse al equipo de expedicionarios; su propósito era liderar la realización audiovisual, contenidos y narrativa. Bruno había sido un aficionado a las motos en Iquique, durante su adolescencia, pero en los últimos años las había dejado de lado. Aun así apuesta por volver a las dos ruedas y prepararse para el largo viaje.
Fue así como el grupo entró en contacto con 13C, la señal cultural de Canal 13, que en esos años apostaba fuerte por proyectos disruptivos y diferentes a los formatos televisivos clásicos, y le dio luz verde para exhibir el programa en sus pantallas. Finalmente, el 6 de diciembre de 2008, parte desde Santiago de Chile el equipo final, conformado por Ebner, Harrison, Karstegl, Rodny Mukarker y Ricardo Ziede. Este último dejaría el grupo al poco tiempo, en Brasil, tras diferencias infranqueables con la visión y misión del viaje que tenían sus compañeros.
Tras cerca de un año de viaje ininterrumpido por casi todos los países de Latinoamérica continental, Estados Unidos y Europa Occidental, la versión original de “Motoviajeros” terminaría en Marruecos, sólo con Ebner y Harrison en ruta. Meses antes, en Estados Unidos, Tomás Karstegl y Rodny Mukarker decidieron regresar a Chile -cada uno por separado-; el primero aduciendo motivos económicos y el segundo personales. Ebner opta por quedarse en España al regreso del país norteafricano, ya que también se había quedado sin recursos, mientras Harrison continúa el intento de vuelta al mundo, en solitario, pero ahora ya fuera del programa. El ingeniero fue el que más lejos llegó, embarcando su moto oficial en Grecia de regreso a Chile y siguiendo su propia aventura a salto de países y alquiler de motos locales. Tomás Harrison consigue así su objetivo de redondear el globo -a través de esta modalidad-, arribando a Chile desde Australia. Por su parte, Bruno Ebner se establece por primera vez en Madrid, tras iniciar una relación afectiva con una periodista española a la que conoció durante las grabaciones en la península ibérica y con quien viviría durante algunos años.

## “Motoviajeros”, temporadas 3 y 4
En 2013, de regreso en Chile, y ya con el equipo original disuelto, Bruno Ebner decide apostar nuevamente por este género de aventuras y conforma un nuevo grupo de viajeros en moto para grabar dos temporadas más del programa. A Ebner se integran el comunicador y surfista chilenoaustraliano Daniel Neilson y el propio director de las dos temporadas anteriores de “Motoviajeros”, Sergio Cantillana, esta vez delante de las cámaras. Cantillana venía saliendo de una dramática situación familiar -la repentina muerte de su primera esposa-, por lo que buscará, a través de este viaje que ahora protagonizaría in situ, encontrar un poco de escape y alivio a su sufrimiento.
La expedición se inicia en Barcelona, en donde recibe las nuevas motos procedentes desde Chile, y se encamina rumbo a Europa del Este. Si bien el objetivo original era el Cáucaso y la mítica Ruta de la Seda, por razones de tiempo, económicas y climáticas sólo se consigue llegar hasta el Mar Negro, en la costa de Bulgaria, y luego Turquía e Israel, último país al que acceden por avión sin llevar sus motos, desde Estambul. Estas dos últimas temporadas fueron mucho más cortas que las precedentes y, pese a conseguir excelentes índices de audiencia, debido en especial a lo novedoso de sus contenidos, el fiato del nuevo grupo no fue el del original (ver sección de “Anécdotas”), así como los recursos materiales, económicos y disponibilidad de tiempo con los que contaba el primero.
No obstante su brevedad, esta temporada abarcó una serie de destinos interesantes para los espectadores chilenos. A los ya enunciados se suman Lituania y Letonia, en el Báltico, además de Rusia y Transilvania (Rumania).

## “Motoviajeros”, temporada 5
Es en 2015 en donde Bruno Ebner emprende quizás su proyecto más querido, personal y familiar -y, sin saberlo, el más amargo- ligado a la saga de “Motoviajeros”. Animado por su padre y mentor, decide cumplir un sueño pendiente de hace años: un gran viaje en moto junto a su hermano mayor, Christian. Ambos saldrían desde Budapest en dirección al Cáucaso, pasando por los Cárpatos, en Rumania, luego Moldavia, Ucrania, Georgia y Azerbaiyán. En el Mar Caspio aparcarían las motos para volar a Irán y luego, ya de regreso en el Cáucaso, volver a Europa a través de la costa turca, en el Mar Negro, hasta Estambul. 
A pesar de la riqueza en contenidos y lugares desconocidos de esta última temporada, y al gancho que podría significar un viaje fraternal, íntimo y aventurero entre hermanos -con Bruno como el rostro más emblemático y estable del programa-, 13C decidió no emitirla debido a diferencias editoriales con Ebner y el tándem con Christian. Esto provocó un duro golpe en el periodista, quien intentó en numerosas ocasiones emitir el programa en otras plataformas. Desafortunadamente, el nombre comercial de “Motoviajeros” estaba en manos del canal (véase Controversias), pese a que para su audiencia -marcadamente fiel- éste era indisoluble del nombre de Ebner. Finalmente, dando la guerra por perdida, el comunicador decide enterrar para siempre el proyecto, que ya incluso tenía editado para su salida al aire en cualquier momento.

## Vida privada
Habiendo repartido su tiempo todos esos años entre Chile y Europa para la realización del programa y, producto de una fuerte depresión, Ebner opta en 2017 por abandonar su país natal para radicarse definitivamente en España, en donde adquiere la doble nacionalidad. En Madrid sus problemas continuarían durante algún tiempo, ya que, agobiado por la depresión, las frustraciones y deudas que le dejó el programa, sumados a una prolongada crisis laboral, debió lidiar con el abuso de alcohol y benzodiacepinas que ya venía arrastrando desde Chile por el mismo motivo. Estos problemas se potenciaron aún más tras la muerte de su padre y maestro Sergio, en octubre de 2021, producto de un cáncer fulminante, provocando en el otrora saludable Bruno un elevado y preocupante sobrepeso y otros serios perjuicios a su salud que mantuvieron muy en alerta a su familia y amigos.
Actualmente Bruno Ebner vive en Madrid junto a su mujer española y sus dos hijos Sergio y Manuel, nacidos en esta ciudad. Lleva tiempo alejado de la bebida y ha recuperado satisfactoriamente su peso normal. Se dedica a otras actividades que no tienen que ver con el oficio periodístico -el que retoma de forma ocasional- pero sueña con volver apenas pueda a su antigua profesión, la de antes de sus grandes viajes. Ésa de reportero con “libreta, lápiz, grabadora y buenos zapatos”, como le gusta decir. En especial el periodismo político, cuya pasión y avidez aún mantiene, lo que se traduce en varias horas de lectura al día abarcando toda la prensa española y chilena. Es poseedor de una pluma incisiva y sarcástica, lo que le ha permitido publicar columnas en importantes medios de Chile. Todavía sigue imaginando y creando rutas a lugares inimaginables en todo el mundo, aunque esta vez a título personal o alejadas del formato y sombra del programa que lo dio a conocer pero que, finalmente, también le produjo un importante costo humano.

## Los Balcanes: temporada inédita y en solitario
En 2012, en plena transición entre las temporadas 2 y 3, Ebner se embarcó en un interesante y solitario viaje en su mítica moto Kawasaki KLR 650 por los Balcanes, partiendo en Madrid. Desde la República de San Marino se trasladó a Bari, en Italia, para coger un ferry al puerto de Durrës, en Albania. Tras una breve estadía en Tirana, la capital albanesa, recorrió el país hacia el sur, visitando las localidades medievales de Gjirokastra y Berat. Recuerda el trayecto albanés por la costa adriática, en dirección a la frontera griega, como uno de los más hermosos de su vida. Luego cruzó a Macedonia (antigua FYROM, hoy Macedonia del Norte) y siguió a Serbia, Bosnia y Herzegovina, en donde visitó campos minados todavía activos desde la antigua guerra. Tras ello continuó hacia la costa dálmata, en Croacia, después Eslovenia y finalmente comienza el regreso a España desde Trieste, Italia. 
Ebner grabó toda la travesía con el propósito de emitir un spin-off de “Motoviajeros” con sus aventuras balcánicas entre las temporadas oficiales, pero no fue respaldado por el canal. Un fragmento muy reducido de ese material fue emitido en la temporada 3, a modo de flashback, pero la mayor parte permanece aún guardado y sin editar. Otra de las “joyas ocultas” para Ebner, junto a la tampoco emitida temporada 5 con su hermano Christian.

## Controversias
Quizás la controversia más antigua y amarga, y la que en parte habría gatillado la extinción definitiva del programa, fue el nombre de “Motoviajeros”. Ideado por el equipo original, durante las primeras reuniones de éste con 13C, en 2008 -y pagando un ingenuo noviciado en el negocio audiovisual-, el grupo de realizadores develó de buena fe al canal el nombre del programa, registrando luego 13C, sin ningún aviso, el nombre “Motoviajeros” a propiedad de la estación. La señal ha dicho siempre que la acción fue de común acuerdo con la productora del programa (en ese tiempo llamada Chile Riders), para así proteger el nombre ante una eventual competencia externa. Sin embargo, los propios “Motoviajeros” lo niegan y, de hecho, existirían documentos en manos del equipo original que acreditarían que la acción no fue conversada entre ambas partes y que el canal se adelantó para su propio provecho. Esta acción no ha podido ser subsanada por los ideólogos del programa; el nombre sigue en manos del canal, quien lo renueva a tiempo cada vez que la licencia de propiedad intelectual está próxima a caducar. Por parte de Ebner y el equipo original, los plazos de la prescripción en favor de Canal 13, dueña de 13C, han corrido y ya no se dispondría de la oportunidad jurídica para reclamar eventuales indemnizaciones por inscripción y apropiación no consentidos del nombre. La versión oficial del canal del multimillonario Andrónico Luksic es que siempre ha estado abierto a estudiar todas las fórmulas beneficiosas para ambas partes, que permitan compartir y sacar provecho del nombre pero, en términos prácticos, los realizadores desistieron hace mucho, siendo el último en intentar mover el asunto el mismo Bruno Ebner poco antes de mudarse de forma permanente a España.
Uno de los grandes objetivos de Ebner fue emitir “Motoviajeros” en la señal abierta del canal. Esto le habría permitido cambiar de modelo de negocio, extremadamente abusivo en 13C, con cláusulas leoninas y prácticamente inasumibles para las pequeñas producciones. Emitir en el espacio abierto -por el contrario- habría significado la financiación directa de la estación, permitiéndole desarrollar más temporadas sin las gravosas consecuencias financieras que implicó la producción y realización a cuenta propia de la producción, para optar a salir al aire a través de 13C. No obstante, todos los esfuerzos y reuniones con los representantes de la señal abierta, es decir, Canal 13, fueron infructuosos. Éstos habrían aducido que el formato del programa era en teoría incompatible entre el cable (que permitía lo experimental) y el clasicismo de la emisión abierta, por lo que había que replantearlo más al estilo de los documentales clásicos de finales de los noventa. Ello llamó muchísimo la atención a Ebner y el resto de realizadores de “Motoviajeros”; porque éste fue durante años uno de los programas emblemáticos de 13C, a tal punto que miles de sus seguidores incluso hicieron campaña para pasar el programa directamente a Canal 13. Pero también porque varios otros espacios de 13C, de formato similar en lo experimental al de “Motoviajeros”, sí sortearon el filtro y fueron emitidos luego por la señal abierta.

## Anécdotas
Como fanático de The Beatles, a Bruno Ebner siempre le divierte y le gusta comparar al equipo original de “Motoviajeros” con el famoso cuarteto de Liverpool. Dice que los cuatro viajeros chilenos funcionaban juntos como el mismo “reloj suizo” con el que lo hacían los míticos músicos británicos, donde cada uno, desde su personalidad, aportaba al funcionamiento perfecto y orgánico del grupo. “Si nos tuviésemos que poner el nombre de cada ‘Beatle’, Karstegl sería como John Lennon, el genio loco, ocurrente e imprevisible. Yo sería Paul McCartney, el genio más cerebral, artífice y unificador de la banda. Tomás Harrison sería obviamente George Harrison, el ‘Beatle tranquilo’ y metódico, pero con carácter y en ocasiones explosivo. Además que tienen el mismo apellido y hasta se parecen. Y Rodny (Mukarker) claramente es Ringo Starr: el más callado, liviano de sangre, pero fundamental a la hora de mantener el equilibrio grupal”, ha comentado el periodista medio en broma y medio en serio a sus cercanos.
En febrero de 1991, Bruno -entonces de 13 años-  y Sergio, su padre, intentaron realizar un loco viaje para la época: llegar a Paraguay desde Iquique en buggy, cruzando el altiplano y el chaco argentino. El resultado fue un fiasco ya que el vehículo arenero sólo alcanzó las afueras de la localidad chilena de Toconao, aún lejos de la frontera andina y tras sufrir una avería irreparable en el motor. Sin embargo, Sergio y Bruno decidieron abandonar el deportivo, continuar el viaje “a dedo” (autostop) y cruzar los Andes hacia Argentina en el pickup de una camioneta. Luego, a través de autobuses, llegaron a la costa brasileña, en el estado de Río Grande do Sul. Ésta fue la primera de las muchas veces que Bruno ha viajado a Brasil, y su primera vez en un país de habla no española. Este viaje, además, fue el primero de los muchos de aventuras que compartió con su padre por países de América Latina, tanto en modalidad offroad (4x4) como en moto. Destacan el altiplano de Perú y Bolivia, la Amazonia, el Mato Grosso y la Patagonia, entre otros.
Al inicio de “Motoviajeros”, Ebner era apodado jocosamente por sus compañeros “Bruno 5 estrellas”, ya que prefería los lugares para pernoctar más cómodos, así como la calidad de las comidas, dejando en segundo plano el presupuesto. Y no fueron pocas las veces en que se separó de su equipo, éste ya más curtido en viajes en duras condiciones, para irse solo a un alojamiento con aire acondicionado y/o comer en sitios más agradables. Ello ya que, en un principio, Ebner detestaba los campamentos y el dormir a la intemperie. Sin embargo, con el transcurso de los meses, comenzó a “asalvajarse”, nivelando a sus compañeros quienes quedaron sorprendidos por su drástica y poco paulatina evolución, pudiendo dormir sin quejarse en donde fuera o comiendo cualquier cosa. Con el tiempo, Ebner -de ser el viajero más “débil” o poco preparado del grupo, y casi el último en integrarse- pasó a ser el único “sobreviviente” de todas las temporadas, convirtiéndose en el líder y rostro indiscutido del programa lo que también le acarreó consecuencias en su vida personal.

## Curiosidades
Ebner reconoce ser un loco de los destinos poco convencionales, y uno de sus primeros viajes como periodista fue para grabar un documental en Guyana, Surinam y la Guayana Francesa: dos países y un territorio francés de ultramar en Sudamérica por los que Bruno siempre sintió gran curiosidad desde niño, debido a la gran distancia geográfica y cultural de estos lugares con el resto del subcontinente, de raíces latinas e hispanas.De la misma manera, ha sido uno de los periodistas chilenos que más ha estado en Gibraltar, habiendo grabado dentro de la colonia inglesa en la península ibérica y escrito para medios de su país. Asimismo, como dato “friki” se reconoce “orgulloso” de haber visitado los seis microestados de Europa: Andorra, Mónaco, San Marino, Liechtenstein, Malta y El Vaticano.
Otra de las cosas que -asegura- le quitan el sueño son las fronteras extrañas y difusas, así como los enclaves, exclaves, dialectos y lenguas locales, de las que siempre procura aprender frases o palabras. Pasa gran parte de su tiempo estudiando mapas y leyendo sobre sitios recónditos, buscando material para sus próximos proyectos. Con la aún no exhibida quinta temporada de “Motoviajeros” (cuya salida al aire es muy poco probable), en 2015 Bruno Ebner fue el primer periodista chileno de televisión en ingresar a Transnistria, un territorio separatista que funciona como una república de facto dentro de Moldavia, y que se caracteriza por tener en pie muchos monumentos y emblemas que datan de la Unión Soviética, aún cuando su sistema económico es completamente capitalista. Como dato exótico, justamente el equipo de fútbol Sheriff de Tiraspol, de Transnistria, en septiembre de 2021 derrotó 1-2 al Real Madrid, en la capital española, para su partido de ida de la Champions League. Esta rareza y hazaña deportiva hizo mundialmente conocido al pequeño pero no indefenso territorio en disputa con el gobierno moldavo de Chisináu, pues está protegido por militares rusos, lo que fue constatado años antes por Ebner y su hermano Christian en Tiraspol. El diario El Mercurio no aceptó un reportaje de Ebner desde Transnistria.
En cuanto a sus aficiones, lógicamente la lectura es una de sus predilectas y dice que de niño tuvo dos referentes: el curioso y aventurero Papelucho -personaje emblema de la literatura infantil chilena- y las obras de Julio Verne, que, antes de los quince años había leído casi completas y que, afirma, catapultaron definitivamente su pasión por los viajes y lo desconocido. Destacan entre sus favoritas “Miguel Strogoff”, “Los hijos del capitán Grant”, “De la Tierra a la Luna”, “Veinte mil leguas de viaje submarino”, “Viaje al centro de la Tierra” y “La isla misteriosa”. 
A fines de 2020, Bruno Ebner se reencontró en Madrid con su antiguo oficio, la actuación. Integró el elenco del Teatro Español para conmemorar en una serie de obras los 100 años del fallecimiento del gran escritor y dramaturgo hispano Benito Pérez Galdós. Allí compartió escenario con destacados actores de la escena española, como Pedro Casablanc, Carmen Conesa, Javier Albalá, Silma López, Daniel Lundh, David Lorente, Emilio Buale, Abdelatif Hwidar, Huichi Chiu y Boré Buika, entre otros.

## Conmemoración de los 15 años
El 6 de diciembre de 2023, “Motoviajeros” cumplió quince años desde que salió de Santiago de Chile, ocasión que fue celebrada y difundida por el equipo a través de sus redes sociales. Ebner lideró personalmente desde Madrid la elaboración y edición de los textos publicados.